# بيركنما
بيركانما (بالفنلندية: Pirkanmaa) (بالسويدية: Birkaland)، إقليم فنلندي. عاصمة الإقليم هي تامبيري.
الأقاليم المجاورة لها هي كانتا هامي، و‌بايات هامي، بوهيانما الجنوبية، و‌فنلندا الوسطى.
يوجد في بيركانما 33 بلدية، منها 11 مدينة.